# Drylichus
Drylichus é um género de escaravelho aquático da família Dryopidae. A espécie tipo é Drylichus hylesinoides. Há a hipótese de este género estar relacionado com o género Parnida, descrito por Broun em 1880, com o qual partilha algumas características. 